# Bad Time for Gentlemen
Bad Time for Gentlemen je deváté studiové album české skupiny Monkey Business. Vydáno bylo 26. října roku 2018 a jeho producentem byl vůdce skupiny Roman Holý. Jde o první album kapely, na kterém zpívala Tereza Černochová coby právoplatná členka kapely. Kromě členů kapely na desce hráli například Fred Wesley, Ondřej Pivec a Ashley Slater. K písni „Kick the Stupid“ byl natočen také videoklip.

## Seznam skladeb
1. Cpt. Pheromone and Sgt. Nicotine
2. Worst Lover Ever
3. Sweet Years of Procrastination
4. Kick the Stupid
5. Art of Apology
6. Too Fat to Work
7. My 80's Penis
8. We Are Too Nice
9. Prisoners of Superlatives
10. Final Truth About Music
11. Bad Time for Gentlemen